# Nylon

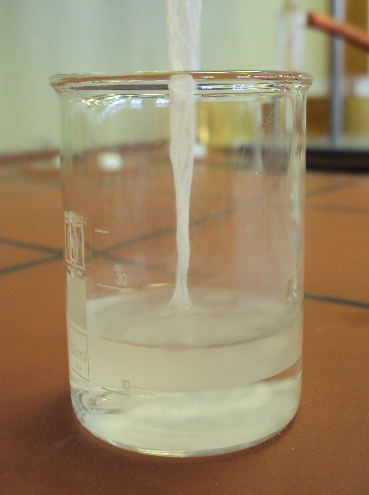
Klassieke laboratoriumsynthese van nylon 6,6: de nylonfilm ontstaat op het grensvlak van een waterige oplossing van 1,6-hexaandiamine en een organische oplossing van adipoyldichloride. Het ontstane polymeer kan met een haakje zacht uit de oplossing getrokken worden, terwijl steeds verdere polymerisatie optreedt.

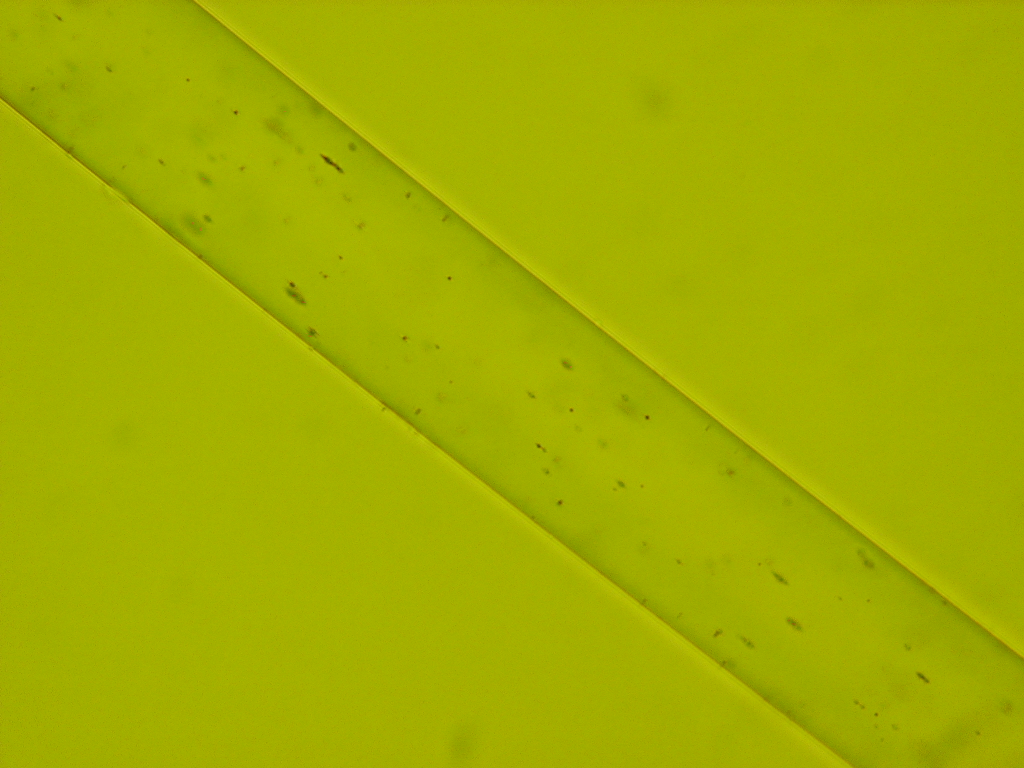
Een nylonvezel 40 keer uitvergroot

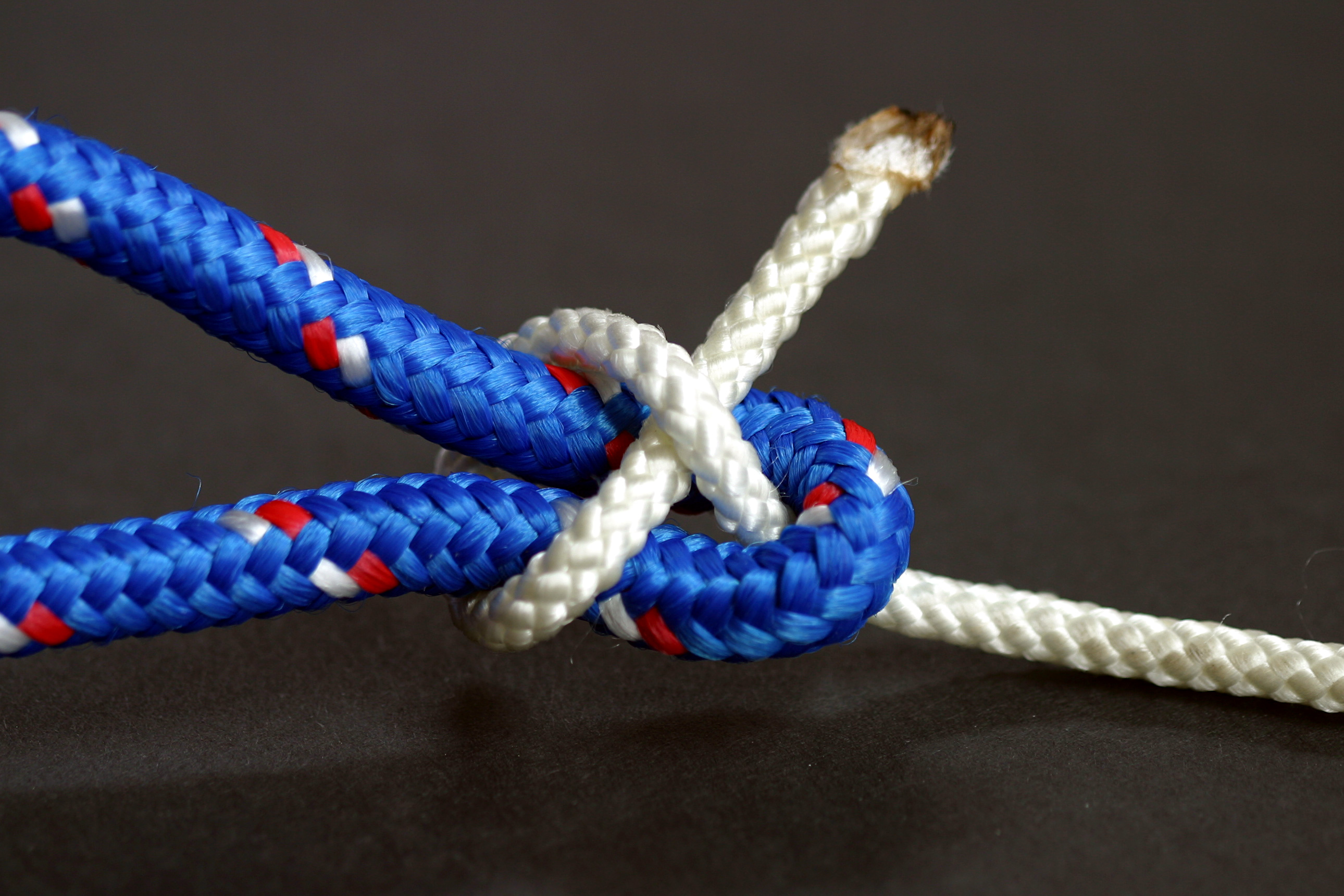
Klimtouwen gemaakt uit nylonvezels

Nylon is de handelsnaam en triviale naam voor een groep synthetische polymeren die tot de groep van polyamiden behoren. Op de productie van seriële polymeren werd op 2 januari 1935 patent aangevraagd door Wallace Carothers, hoofd van het onderzoekslaboratorium van het chemische bedrijf DuPont. De belangrijkste nylonsoort wordt sinds 1938 verkocht. Nylon kent vele toepassingen: van panty tot kunstgewricht en van muurplug tot klimtouw. Nylon was de eerste commercieel succesvolle synthetische vezel.

## Synthese
De meeste nylonsoorten worden gesynthetiseerd door condensatiepolymerisatie (polycondensatie) van een dicarbonzuur en een diamine. Er ontstaat een copolymeer waarbij de beide monomeren elkaar in de polymeerketen afwisselen. De bekendste variant is nylon-6,6: de eerste 6 staat voor de 6 koolstofatomen van het diamine (hexaan-1,6-diamine) en de tweede 6 voor de 6 koolstofatomen van het dicarbonzuur (adipinezuur). Er is ook nylon-4,6 dat bestaat uit putrescine en adipinezuur. De algemene reactie voor de vorming van polyamide uit dicarbonzuur en diamine is:
Hierbij wordt naast nylon ook water gevormd. In plaats van een dicarbonzuur kan ook een dizuurchloride gebruikt worden, dan wordt waterstofchloride (HCl) in plaats van water gevormd. Hier wordt meestal een base toegevoegd om het vrijkomende waterstofchloride te vangen.
Een andere, veel gebruikte nylonsoort is nylon 6. Deze soort wordt gemaakt door polymerisatie van caprolactam. Deze polymerisatie is geen condensatiepolymerisatie, maar een ringopeningspolymerisatie.

## Structuur en eigenschappen
Belangrijke eigenschappen van nylons zijn de stijfheid en het smeltpunt. Deze worden bepaald door de krachten waarmee de koolstofketens elkaar aantrekken. Hoe sterker de moleculen elkaar aantrekken, hoe dichter ze in kristallijne vorm tegen elkaar zullen liggen en hoe moeilijker het zal zijn om de band tussen de ketens te verbreken, door fysieke kracht of temperatuursverhoging. De aantrekkingskracht tussen de koolstofketens wordt mede bepaald door de waterstofbruggen tussen de CO- en de NH-groepen in naburige ketens: (is dit de skeletnotatie?)
De grootte van deze intermoleculaire kracht wordt grotendeels bepaald door de lengte en de aard van de koolstofketens in het dizuur of in de diamine. Nylon 4,6 heeft bijvoorbeeld een smelttemperatuur van 295°C, terwijl de smelttemperatuur van nylon 6,6 263°C bedraagt. Door de kortere diamine liggen in nylon 4,6 (in vergelijking met nylon 6,6) de waterstofbruggen tussen de ketens dichter bij elkaar.
Als zowel het dizuur als de diamine een benzeenring bevatten, dan wordt een aramide gevormd. Aramiden (een samentrekking van aromatische polyamiden) smelten niet maar ontleden bij verhitting, zijn erg sterk en blijven bruikbaar bij hogere temperaturen. Ze worden onder andere gebruikt in kogelwerende vesten en brandvrije kleding.
Om nog betere mechanische eigenschappen te verkrijgen wordt nylon gewoonlijk gemengd met glasvezels. Men krijgt dan treksterktes als die van metalen. Metaal is echter veel minder buigzaam dan kunststof.

## Toepassingen
Nylon werd ontwikkeld als synthetische vervanger van zijde. Door schaarste aan zijden stoffen in de Tweede Wereldoorlog werden deze vervangen door nylonstoffen, onder andere in parachutes. Later werd nylon ook gebruikt als goedkope en lichtgewicht vervanger van metaal in apparaten, machines en werktuigen.
Nylon is het bekendst van textiel: naast de bekende nylonkousen en -panty's is het ook te vinden in bijvoorbeeld jassen, leggings en lingerie. Andere toepassingen zijn tiewraps, tandenborstels, vloerbedekking, klittenband, horrengaas, visnetten en bevestigingsmiddelen.
Gevlochten nylonkoorden en kabels bestaan in verschillende diktes. Ze worden gebruikt als flosdraad, hondenriem, in de vlaggenmast, in de klimsport, als sleepkabel, maar ook om zeeschepen aan te meren. Monofilament is draad dat bestaat uit een enkele vezel: nylon monofilament wordt gebruikt voor onder andere vislijn, hechtdraad, pruiken, trimmerdraad, trekveren en snaren voor muziekinstrumenten en rackets.
In de techniek wordt vaak glas- of mineraalgevuld nylon gebruikt. Voorbeelden zijn tandwielen in printers en kopieermachines, en allerlei andere kleine onderdelen als hefboompjes en palletjes. In de autonijverheid wordt veel glasgevuld nylon ingezet om metaal te vervangen. De voordelen zijn daar voornamelijk de grote gewichtsbesparing en eenvoudiger manier van fabricatie (spuitgieten), wat op een sterke kostenreductie neerkomt.

## Etymologie
De naam nylon werd op 27 oktober 1938 wereldkundig gemaakt door Charles Stine, directeur van de chemische afdeling van DuPont. Over de totstandkoming van de naam doen verschillende verhalen de ronde, een officieel verhaal en enkele legendes. De officiële en meest waarschijnlijke ontstaansgeschiedenis is de volgende: toen gezocht werd naar een geschikte naam voor het nieuwe materiaal werd een commissie van drie wetenschappers samengesteld. Een van de commissieleden, Dr. E.K. Gladding, stelde norun voor, omdat gedacht werd dat nieuwe (nylon)kousen nauwelijks zouden ladderen. Toen bleek dat de kousen dat wel deden, stelde Gladding voor de naam te veranderen in nuron. Dit leek echter te veel op neuron, en werd afgewezen. Vervanging van de "r" door een "l" gaf de naam nulon, echter "new nulon" klonk niet lekker. Er werd gesuggereerd om de "u" te vervangen door een "i", maar dat gaf weer problemen bij de uitspraak (moet deze "i" als "need" of als "nine" uitgesproken worden?). Uiteindelijk werd de "i" vervangen door een "y". Het probleem van de uitspraak was verholpen en nylon was geboren.
De legende is een klassiek voorbeeld van de neiging van Engels-sprekenden om humoristische, sarcastische of beledigende versies van acroniemen te maken. Het was niet al te moeilijk om "Now You Lose Old Nippon" of "Now You Lousy Old Nippon" te bedenken. Nylon vormde een grote bedreiging voor de Japanse zijde-industrie, die de wereldmarkt van vezels en stoffen domineerde. Daarnaast werd de periode waarin nylon gesynthetiseerd en geproduceerd werd, gekenmerkt door sterke anti-Japanse gevoelens. Een Amerikaans succes werd vergezeld van de wens Japan te schofferen. Dit verhaal ontstond ongeveer tegelijkertijd met het ontstaan van nylon in 1938 en verspreidde zich razendsnel over Amerika. De impact en bekendheid was dusdanig groot, dat DuPont in 1941 in een Japanse krant ontkende dat nylon een beledigend acroniem zou zijn. Deze PR-actie heeft niet mogen baten, want zoals het een goede legende betaamt, is deze tot vandaag de dag veel bekender dan het officiële verhaal.
Een andere legende zegt dat nylon de afkorting vormt van de twee steden New York en Londen. De Duitsers hadden immers eerder een synthetisch materiaal kunnen maken dat dezelfde eigenschappen vertoont. Daarop werd een grootschalig project opgezet onder de Engelsen en Amerikanen om zelf zo'n materiaal te kunnen produceren. Dit project heette dan nylon.